# 弦楽四重奏曲第1番 (シュニトケ)
弦楽四重奏曲第1番は、ロシアの作曲家アルフレート・シュニトケが1966年に作曲した弦楽四重奏曲である。

## 初演
作品は翌1967年にボロディン弦楽四重奏団によって初演された。

## 楽曲構成
全3楽章からなる。各楽章は切れ目なく演奏される。演奏時間は約20分。
- 第1楽章 ソナタ
- 第2楽章 カノン
- 第3楽章 カデンツァ

3楽章はそれぞれ、古典的な音楽形式の名前を冠しているが、これらは必ずしもその通りの形式に則っている訳ではない。例えば第1楽章はソナタとあるが、再現部を欠いている。作品は十二音技法によって書かれているが、一度その音列が提示されて以降は、厳密な手法にこだわらず、自由な形式によって展開される。